# Parafia Ducha Świętego w Węgrzynowie
Parafia pw. Ducha Świętego w Węgrzynowie – parafia rzymskokatolicka należąca do dekanatu makowskiego, diecezji płockiej, metropolii warszawskiej. 